# John Breaux
John Berlinger Breaux, född 1 mars 1944 i Crowley, Louisiana, är en amerikansk demokratisk politiker. Han representerade delstaten Louisiana i båda kamrarna av USA:s kongress, först i representanthuset 1972-1987 och sedan i senaten 1987-2005.
Breaux utexaminerades 1964 från University of Southwestern Louisiana. Han avlade 1967 juristexamen vid Louisiana State University. Han var medarbetare åt kongressledamoten Edwin Edwards 1968-1972. Edwards avgick 1972 för att tillträda som guvernör i Louisiana. Breaux fyllnadsvaldes 28 år gammal till representanthuset.
Breaux efterträdde 1987 veteranpolitikern Russell B. Long som senator för Louisiana. Breaux var en relativt konservativ demokrat i senaten men han stödde Bill Clintons budget år 1993. Han var först en mycket stark anhängare av att bära vapen men med åren mildrade han sin linje i vapenfrågan. Han stödde George W. Bushs skattesänkningar år 2001. Han efterträddes 2005 som senator av David Vitter.